# Natação nos Jogos Olímpicos de Verão de 2024 - 10 km feminino
A prova dos 10 km feminino da maratona aquática nos Jogos Olímpicos de Verão de 2024 ocorreu em 8 de agosto de 2024 com largada na Ponte Alexandre III e percurso pelo rio Sena, em Paris. Um total de 24 nadadoras de 17 Comitês Olímpicos Nacionais (CON) participaram do evento.

## Qualificação
Um total de 22 vagas foram atribuídas para os 10 km de maratona aquática feminino:
- 3 primeiras na prova de 10 km do Campeonato Mundial de Esportes Aquáticos de 2023 (máximo de 2 por CON);
- 15 primeiras colocadas na prova de 10 km do Campeonato Mundial de Esportes Aquáticos de 2024, ainda sem nadadoras classificadas (máximo de 2 por CON);
- 4 representantes de cada um dos continente da FINA (África, Américas, Ásia e Europa), com exceção da Oceania, baseados nas colocações do Campeonato Mundial de Esportes Aquáticos de 2024;
- 1 representante do país-sede (França) se não qualificada pelas vias anteriores. Se a França já tivesse uma nadadora qualificada, a vaga seria realocada para o Campeonato Mundial de 2024.

Adicionalmente, duas vagas foram atribuídas a nadadoras com tempos de qualificação nos 800 m e 1500 metros livre em piscina.

## Formato
Ao contrário dos outros eventos da natação em piscina, a maratona aquática de 10 quilômetros é disputada em águas abertas. Nenhuma bateria preliminar é realizada, com apenas uma única corrida em massa sendo disputada. A prova é disputada em nado livre, sem regulamentação de braçadas.

## Calendário
Horário local (UTC+2)
| Data                | Horário | Fase  |
| ------------------- | ------- | ----- |
| 8 de agosto de 2021 | 7:30    | Final |

## Medalhistas
| Ouro   | NED Sharon van Rouwendaal |
| Prata  | AUS Moesha Johnson        |
| Bronze | ITA Ginevra Taddeucci     |

## Resultados
As três primeiras a completar o percurso de 10 km conquistam as medalhas.
| Pos.              | Nadadora              | CON                | Tempo     | Dif.     | Notas |
| ----------------- | --------------------- | ------------------ | --------- | -------- | ----- |
| Medalha de ouro   | Sharon van Rouwendaal | NED Países Baixos  | 2:03:34.2 |          |       |
| Medalha de prata  | Moesha Johnson        | AUS Austrália      | 2:03:39.7 | +5.5     |       |
| Medalha de bronze | Ginevra Taddeucci     | ITA Itália         | 2:03:42.8 | +8.6     |       |
| 4                 | Ana Marcela Cunha     | BRA Brasil         | 2:04:15.7 | +41.5    |       |
| 5                 | Bettina Fabian        | HUN Hungria        | 2:04:16.9 | +42.7    |       |
| 6                 | Giulia Gabbrielleschi | ITA Itália         | 2:04:17.9 | +43.7    |       |
| 7                 | Océane Cassignol      | FRA França         | 2:06:06.9 | +2:32.7  |       |
| 8                 | Caroline Jouisse      | FRA França         | 2:06:11.0 | +2:36.8  |       |
| 9                 | Leonie Beck           | GER Alemanha       | 2:06:13.4 | +2:39.2  |       |
| 10                | Ángela Martínez       | ESP Espanha        | 2:06:15.3 | +2:41.1  |       |
| 11                | Viviane Jungblut      | BRA Brasil         | 2:06:15.8 | +2:41.6  |       |
| 12                | Angélica André        | POR Portugal       | 2:06:17.0 | +2:42.8  |       |
| 13                | Airi Ebina            | JPN Japão          | 2:06:17.7 | +2:43.5  |       |
| 14                | Chelsea Gubecka       | AUS Austrália      | 2:06:17.8 | +2:43.6  |       |
| 15                | Katie Grimes          | USA Estados Unidos | 2:06:29.6 | +2:55.4  |       |
| 16                | Mariah Denigan        | USA Estados Unidos | 2:06:42.9 | +3:08.7  |       |
| 17                | María de Valdés       | ESP Espanha        | 2:07:02.4 | +3:28.2  |       |
| 18                | Lisa Pou              | MON Mônaco         | 2:07:05.4 | +3:31.2  |       |
| 19                | Martha Sandoval       | MEX México         | 2:07:24.9 | +3:50.7  |       |
| 20                | Leah Crisp            | GBR Grã-Bretanha   | 2:07:46.7 | +4:12.5  |       |
| 21                | María Bramont-Arias   | PER Peru           | 2:12:44.7 | +9:10.5  |       |
| 22                | Leonie Märtens        | GER Alemanha       | 2:15:57.3 | +12:23.1 |       |
| 23                | Emma Finlin           | CAN Canadá         | 2:22:06.5 | +18:32.3 |       |
| 24                | Xin Xin               | CHN China          | 2:27:02.9 | +23:28.7 |       |

Legenda
| Recorde mundial      | Recorde mundial (World record)               |                       | Recorde africano                      | Recorde africano (African) |                                           | Q | Classificado por posição (Qualified) |
| Recorde olímpico     | Recorde olímpico (Olympic record)            | Recorde da América    | Recorde da América (Americas)         | q                          | Classificado por melhor tempo (Qualified) |   |                                      |
| Melhor marca do ano  | Melhor marca do ano (World leading)          | Recorde asiático      | Recorde asiático (Asian)              | DNS                        | Não largou (Did not start)                |   |                                      |
| Recorde nacional     | Recorde nacional (National record)           | Recorde europeu       | Recorde europeu (European)            | DNF                        | Não terminou (Did not finish)             |   |                                      |
| Recorde pessoal      | Recorde pessoal do atleta (Personal best)    | Recorde da Oceania    | Recorde da Oceania (Oceania)          | DSQ / DQ                   | Desclassificado (Disqualified)            |   |                                      |
| Recorde da temporada | Recorde da temporada do atleta (Season best) | Recorde sul-americano | Recorde sul-americano (South America) | NM                         | Sem marca (No mark)                       |   |                                      |